# Eugenio Siena
Eugenio Siena (Milano, 1º aprile 1905 – Tripoli, 15 maggio 1938) è stato un pilota automobilistico italiano.

## Biografia

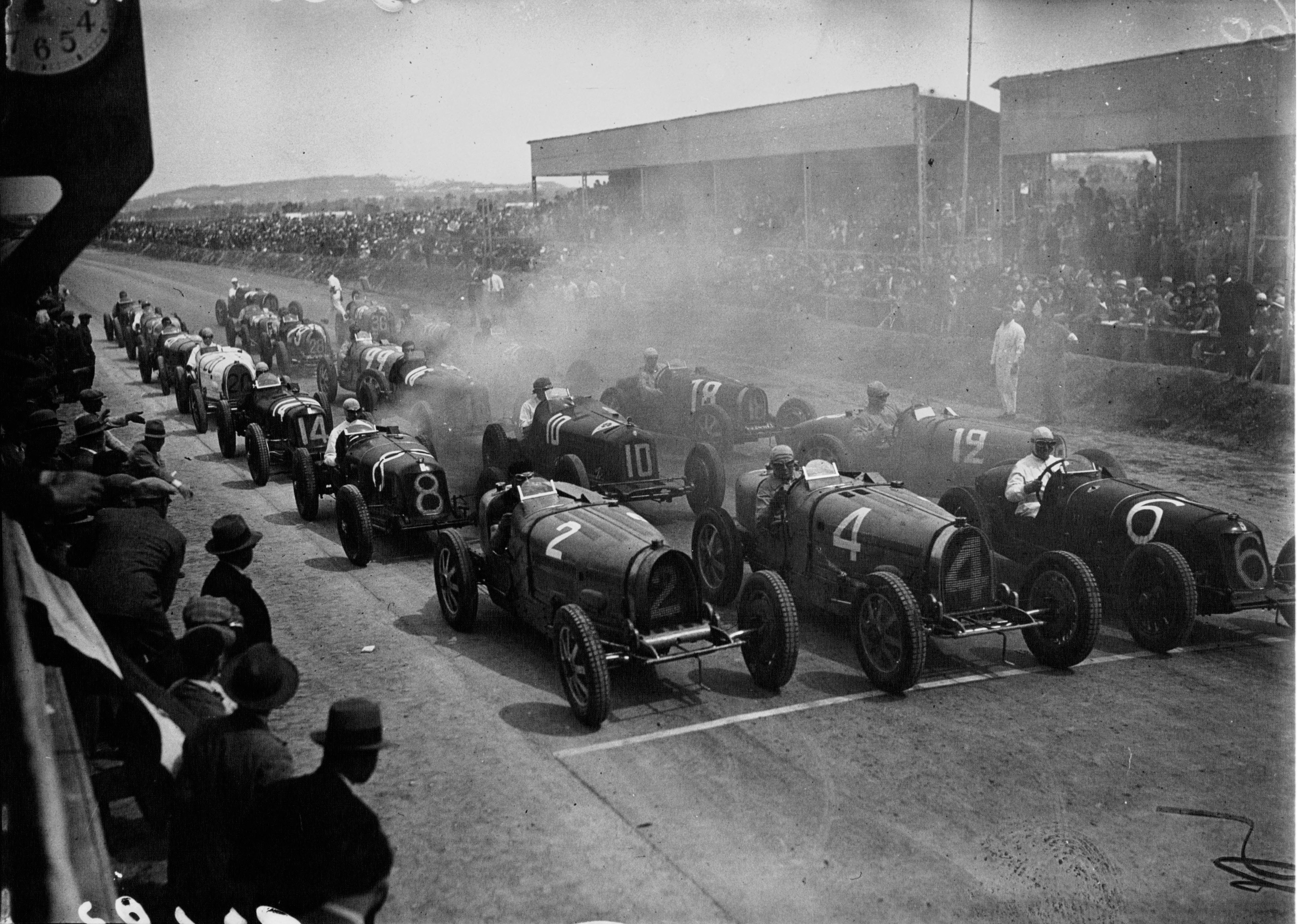
Partenza del Gran Premio di Tunisia del 1932: Siena è in terza fila con il numero 16 tra Varzi n° 18 e De Maleplane n° 14.

Cugino di Giuseppe Campari, fu meccanico e collaudatore per l'Alfa Romeo (assistente di Enzo Ferrari).
In seguito, entrò nella Scuderia Ferrari 1930-34.
Siena vinse la 24 Ore di Spa nel 1932 con Antonio Brivio in Alfa Romeo 8C, e giunse secondo alla Mille Miglia del 1934 con
Tazio Nuvolari.  Gestì la Scuderia Siena e corse per la Maserati 1934-36, quindi passò alle voiturette.
Morì in un incidente al Gran Premio di Tripoli del 1938, guidando un'Alfa Tipo 312. È stato tumulato al Cimitero Maggiore di Milano, in un colombaro.